# Ruy Frasão Soares
Ruy Frasão Soares (São Luís, 4 de outubro de 1941 - ?) foi um funcionário público, comerciante e militante brasileiro. Foi visto pela última vez no dia 27 de maio de 1974 em uma feira de Petrolina (PE), onde foi espancado, ameaçado de morte e levado algemado por 3 policiais armados. Ruy Frasão é considerado desaparecido político por seus restos mortais não terem sido localizados e identificados até hoje.
Militou em movimentos populares políticos contrários à ditadura, como a Ação Popular (AP) e o Partido Comunista do Brasil (PC do B), atendendo pelos codinomes de "Nanico" e "Jacinto". Além disso, por um período, em meados de 1970, com o aumento da repressão, Ruy adotou a identidade falsa de "Luís Antônio Silva Soares". Nesse ínterim, passou a viver na clandestinidade com sua esposa e filho em Juazeiro, conseguindo subsistência através da venda de artigos de artesanato na feira de Petrolina, local de desaparecimento do comerciante. 
É um dos casos investigados pela Comissão da Verdade, fundada especialmente para realizar investigações sobre os crimes cometidos pelo Estado brasileiro, com interesse em apurar mortes e desaparecimentos na ditadura militar brasileira.
Ruy Frasão Soares nasceu na cidade de São Luís, capital do estado do Maranhão, em 4 de outubro de 1941. Seus pais eram Alice Frasão Soares e Mário da Silva Soares. Fazia parte de uma família grande, sendo o quinto de sete irmãos.
Ainda bem jovem, se mudou para o Rio de Janeiro, onde viveu com sua família até completar cinco anos de idade. Retornando para o Maranhão,  iniciou os estudos no Colégio de Aplicação Gilberto Costa, passando também pelo Liceu Maranhense. Como estudante secundarista, publicou artigos sobre a condição de trabalho dos professores estaduais em jornais da região.
Em 1961, aos 20 anos, Ruy se mudava para Recife para ingressar na faculdade de engenharia na Universidade Federal de Pernambuco. Lá, criou uma república com um grupo de sete colegas, situada na Rua Cais José Mariano, bairro dos Coelhos. Por ser o único católico praticante do grupo, os amigos lhe apelidaram de "Papa".
Já nessa época, ingressou na Juventude Universitária Católica (JUC). Posteriormente, ingressou também na Ação Popular (AP), assim que foi criada.
Em 1964, com o regime militar instaurado, a faculdade de Engenharia da UFPE se tornou a principal frente de resistência contra o governo, com Ruy estando entre seus destaques.
Em 1965, sendo o representante estudantil na Congregação da Universidade, foi preso e torturado pela primeira vez enquanto retornava para casa. Isso fez com que ele abandonasse a faculdade de engenharia faltando um ano para sua conclusão, devido ao receio de voltar a ser capturado pelos militares. Foi admitido como bolsista na Universidade de Harvard nos Estados Unidos. Lá, participou de um seminário o qual recebeu honrarias, chamado "Economia do Desenvolvimento". Também no mesmo ano, durante a Assembleia das Nações Unidas em Nova York, Ruy denunciou as torturas  e as condições sub-humanas vividas pelos presos políticos durante o regime militar brasileiro.
Retornando ao Brasil, voltou ao Maranhão. Na mesma época, Ruy também passou a ser um dos líderes da Ação Popular. Em 1967, passou em um concurso público para o cargo de fiscal de renda do tesouro nacional ou "exator federal", como era conhecida a função na época. Foi, então, transferido para Viana, no interior do estado, para trabalhar na região de Pindaré-Mirim e atuar no movimento camponês.
No ano seguinte, conheceu Felícia Morais, com quem se casou ainda em 1968. Seu trabalho na região durou até 1971, quando, devido a uma condenação de 5 anos atrás, recebeu um mandato de prisão de Recife-PE.Ruy abandona seu cargo e passa a viver de maneira clandestina. Adota, para tal, o nome de Luis Antônio Silva Soares.
Em 1972, Ruy e sua esposa têm o seu primeiro e único filho, Henrique Ruy de Moraes Soares, e se mudam para Juazeiro, na Bahia.Para garantir o sustento da família, fez um curso técnico de rádio e televisão e passou a negociar artigos de artesanato que vinham de Petrolina, cidade de Pernambuco.Naquela época, Ruy e outros militantes da Ação Popular se filiaram ao Partido Comunista do Brasil (PCdoB).
Na manhã do dia 27 de maio de 1974, aos 32 anos, Ruy Frasão Soares foi preso por três policiais fortemente armados enquanto trabalhava na feira de Petrolina. Segundo testemunhas, Ruy foi "barbaramente açoitado, ameaçado de morte e jogado no porta-malas de uma caminhonete preta."Mais tarde, foi revelado que o ataque foi uma investida comandada pelo delegado Fleury, acompanhado de policiais pernambucanos, segundo o coronel José Carlos Alcântara de Paula Machado. O coronel era, na época, tenente da Polícia Militar de Pernambuco em serviço do DOI-CODI.Fleury ficou conhecido por sua atuação violenta na ditadura militar, mas nunca foi julgado em decorrência de seu falecimento anterior a ele.
A partir dessa data, nunca mais se teve notícia de seu paradeiro.
Em 1965, Ruy era o representante estudantil na Congregação da universidade, e havia liderado a resistência dos estudantes quando houve a mudança de local da faculdade para o Engenho do Meio, lugar considerado de difícil acesso.Ao se dirigir a um ponto de ônibus na após um dia na faculdade, Ruy foi preso, mantido incomunicável e torturado. Após ser liberado, ele continuou a ser perseguido pelos anos seguintes.
Segundo documento da Comissão da Verdade, órgão fundado para realizar investigações sobre os crimes cometidos na ditadura militar, os torturadores de Ruy o perguntavam "onde estavam as armas de D.Helder Câmara". Dom Helder Câmara foi um arcebispo emérito de Olinda e Recife e grande defensor dos direitos humanos durante a ditadura militar no Brasil.
Em novembro de 1966, foi condenado a dois anos de reclusão por "agitação da classe universitária".Segundo seu filho Henrique Ruy de Moraes Soares, esse fator o motivou a se engajar mais ainda na luta pela democracia, passando a ser um dos líderes da Ação Popular. Essa condenação só foi levada adiante em 1971, quando um mandato de prisão foi emitido em Recife, fazendo com que Ruy fosse obrigado a deixar seu cargo de exator federal no Maranhão e viver na clandestinidade com sua família.
Por fim, o acontecimento que levou ao desaparecimento e subsequente morte de Ruy Frasão Soares foi em 27 de maio de 1974, última vez que foi visto. Numa investida comandada por Fleury, três policiais capturaram Ruy na feira em Petrolina onde trabalhava, o açoitaram e levaram embora numa caminhonete preta.
Outros dois companheiros da faculdade de Ruy também foram vítimas de perseguições da ditadura: José Ivandro Dourado Rodrigues e Edinaldo Miranda de Oliveira, ambos pernambucanos.
José, preso na chamada Operação Bandeirantes, foi torturado juntamente com sua esposa Izabel Baltar da Rocha Rodrigues. As sequelas deixadas pelo processo bárbaro de tortura foram carregadas por ele durante toda a vida, e levaram a seu falecimento em 23 de março de 2011.
Edinaldo foi considerado o autor do atentado no Aeroporto dos Guararapes, sendo preso e torturado, ainda que os órgãos de repressão soubessem da não autoria dele nos fatos, tendo sido isso provado mais tarde pela Comissão da Verdade.O atentado em questão refere-se a um episódio onde uma bomba explodiu no saguão do Aeroporto Internacional de Recife em 25 de julho de 1966, numa suposta tentativa de assassinato do general Artur da Costa e Silva. Também devido às sequelas sofridas pelas torturas, Edinaldo faleceu em 20 de abril de 1997.
Após o mandato de prisão de Ruy ser emitido em 1971 (referente à sua condenação 5 anos antes), ele foi forçado a deixar o cargo de exator federal e viver na clandestinidade. Com isso, Ruy passou a obter sustento para si e sua família através da negociação de artigos de artesanato de Petrolina, em Pernambuco.
Em 27 de maio de 1974, enquanto estava trabalhando na feira, foi capturado por três policiais fortemente armados. Ruy foi espancado, ameaçado de morte, algemado e jogado no porta-malas de uma caminhonete preta. Ele ainda teria dito para uma amiga feirante: "Avisa Licinha!", referindo-se à Felícia, sua esposa. Os policiais, então, retornaram e tomaram suas mercadorias. A feirante ainda teria perguntado para onde os policiais o levariam, tendo como resposta uma ameaça.
Desde então, Ruy nunca mais foi visto e seus restos mortais não foram encontrados.
Com sua prisão e desaparecimento, a família de Ruy tentou identificar seu paradeiro.Sua mãe, Alice Frasão, foi para Recife e ao encontro dos altos comandos militares. Quando questionados sobre o desaparecido, davam apenas negativas e afirmavam que ele não tinha passado pelos quartéis da repressão.
Junto à nora Felícia, Alice contratou advogados em Recife, Fortaleza e Rio de Janeiro. Impetraram também habeas corpus e solicitações ao Superior Tribunal Militar (STM) para localizar Ruy, mas não obtiveram sucesso: o encaminhamento jurídico recebeu a justificativa de que "Ruy não se encontrava em nenhuma dependência policial-militar". Elas continuaram a visitar auditorias, comandos do Exército, distritos navais, Aeronáutica e presídios políticos em sua busca, sem realizarem progresso. 
Assumindo o risco para si e sua família, Felícia de Morais escreve, então, aos veículos jornalísticos Folha de S. Paulo e ao Jornal do Brasil relatando o que aconteceu com seu marido e denunciando os militares por suas atitudes. Essa atitude gerou muita repercussão no país. No dia 6 de fevereiro de 1975, o governo se pronunciou através do Ministro da Justiça Armando Falcão sobre a situação de vários militantes políticos, entre eles Ruy Frasão Soares. Ele deu o caso como encerrado, alegando que Ruy e mais três companheiros tinham "tido destino ignorado".
Alanir Cardoso, militante do PCdoB, porém, também encontrava-se encarcerado. Mais tarde, descobriu-se que, em setembro de 1974, em Pernambuco, os torturadores apresentaram para Alanir uma foto, de perfil, de Ruy na prisão. Disseram-no, então, que "o comprido já virou presunto", indicando que ele provavelmente já estaria morto.
Mesmo que as evidências levem a entender que os militares são, de fato, seus algozes, Ruy ainda é considerado um desaparecido político, já que foi capturado em 1974 e os seus restos mortais nunca foram entregues à família.
Em 26 de março de 1991, em processo movido por Felícia e Henrique, filho do desaparecido, a União foi culpabilizada pelo desaparecimento, morte e ocultação de cadáver de Ruy Frasão Soares pelo juiz Roberto Wanderley Nogueira, da vara da Justiça Federal de Pernambuco.O processo, de número 10.980-0, garantiu a indenização a família no valor de 30 mil reais.Vale ainda destacar que a União recorreu da decisão judicial até ela ter sido confirmada em todas as instâncias, tendo fim com um pronunciamento do Supremo Tribunal Federal em outubro de 2002, mais de 10 anos após o início do processo.
O nome de Ruy Frasão Soares está no Dossiê ditadura: mortos desaparecidos políticos no Brasil (1964-1985), de autoria da Comissão de Familiares de Mortos e Desaparecidos Políticos; e da Comissão Nacional da Verdade.
Ruy também possui seu nome no Monumento Tortura Nunca Mais, primeiro monumento construído no país em homenagem aos mortos e desaparecidos políticos do Brasil. A obra, de autoria do arquiteto piauiense Demetrio Albuquerque, encontra-se em Recife e foi inaugurada em 1993.
Há, por fim, ruas que levam o nome de Ruy Frasão Soares localizadas em Recife, Rio de Janeiro e São Paulo.
- Lista de mortos e desaparecidos políticos na ditadura militar brasileira
- Comissão da Verdade

1. 1 2 3 4 5 6 7 8 9 10 11 12 13  «Ruy Frasão Soares». Memórias da ditadura. Consultado em 16 de novembro de 2019
2. 1 2 3 4 5 6 7 8 9 10 11 12 13 14 15 16 17 18 19 20 21 22 23 24 25 26 27 28 29 30 31 32 33 34 35 36 37 38 39 40 41 42 43 44 45 46 47  Bradley, Vieira, Áureo, Humberto. «Comissão da Verdade - Rui Frazão Soares» (PDF). Comissão da Verdade. Consultado em 16 de outubro de 2019
3. 1 2 3 4 5 6 7 8 9 10 11 12 13 14 15 16 17 18 19 20 21 22 23 24 25 26 27 28 29 30 31  «Processo de Ruy na Justiça» (PDF). Secretaria do Estado de Pernambuco. Consultado em 16 de outubro de 2019 |nome1= sem |sobrenome1= em Authors list (ajuda)